# 新長田キャンパスプラザ
新長田キャンパスプラザ（しんながたキャンパスプラザ）は、兵庫県神戸市長田区に所在する複合施設。

## 概要
阪神・淡路大震災で大きな被害を受けた地区での、最後の復興開発事業計画として建築された施設である。この施設の完成で、約30年間に及ぶ復興まちづくり事業が完成した。地上9階建てで、延べ面積は約12,000平方メートル。
阪神・淡路大震災から2ヵ月後に計画され、2003年に事業完了が見込まれていたが、土地の買収などが難航して遅れていた。2023年2月7日に起工式が行われ同年6月に完成予定であったが、資材不足の影響で予定より1年遅れていた。4月16日には電線ケーブルが全国的に不足していることから、完成は10月に延期になった。着工は2023年1月18日であったものの、コロナ禍の影響を受けて約1年遅れていた。工事は2024年6月まで行われ、同年9月に使用開始が予定されていた。
2024年11月30日に完成の記念式典が行われる。式典には斎藤元彦と久元喜造も参加して、祝辞を述べた。完成した施設には兵庫県立総合衛生学院と兵庫県立大学と兵庫教育大学が入居して、2025年4月より使用が行われる。産学連携でスタートアップや地場産業のデジタルトランスフォーメーションの支援も行われる。地域と学生の交流の促進も目指され、1日の交流人口は1000人と試算される。